# Sinoxylon villosum
Sinoxylon villosum är en skalbaggsart som beskrevs av Pierre Lesne 1895. Sinoxylon villosum ingår i släktet Sinoxylon och familjen kapuschongbaggar. Inga underarter finns listade i Catalogue of Life.